# Tatiana Sjlykova
Tatiana Sjlykova, även känd under artistnamnet Granatova, född 1773 i Moskva, död 1863 i Sankt Petersburg, var en rysk operasångerska och balettdansös. 
Hon var dotter till Vasilij Sjlikov och Jelena Sjlykova, som var livegna slavar hos greve Peter Borisovitj Sjeremetev. Hon tränades från sju års ålder 1780 i etikett, recitation, franska och italienska språken, musik, sång och dans, och blev sedan den första dansaren i Sjeremetevs berömda slavteater. Efter en balett på herrgårdsteatern i Kuskova imponerade hon på Katarina den stora, som kallade henne till sig, gav henne sin hand att kyssa och gav henne dukater som erkänsla för sin uppskattning. 
Bland hennes roller märks komiska roller som Annette i baletten "Annette och Lubin", och dramatiska roller som Kreuzais balett Medea och Jason av J. Jean Rodolphe, drottningen i baletten Ines de Castro. Hon agerade också i operaroller.
Tatiana Sjlykova frigavs 1803, men stannade kvar vid Sjeremetevs, nu som fri anställd.